# Stefan Waghubinger

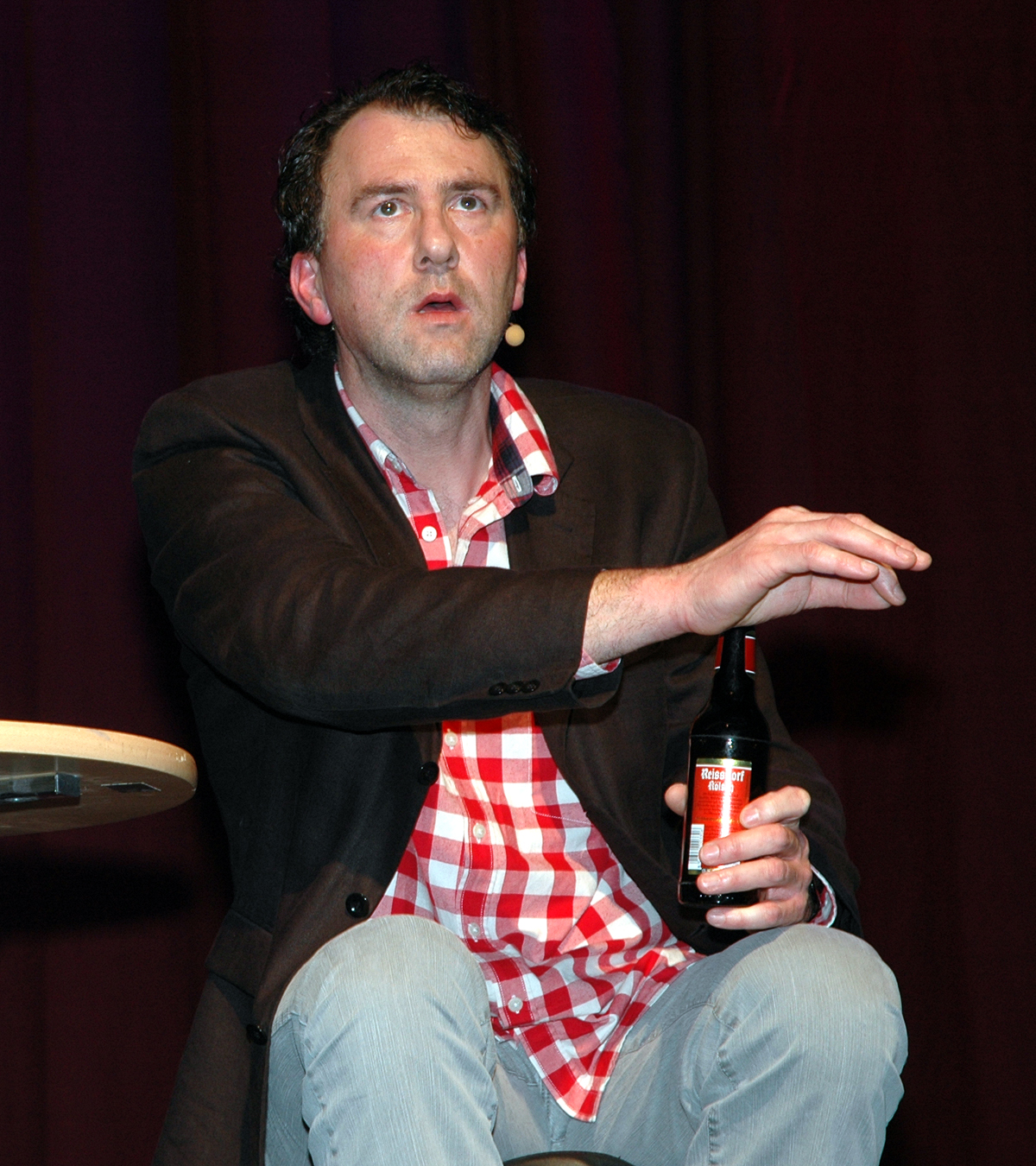
Stefan Waghubinger bei seinem Auftritt auf der Internationalen Kulturbörse in Freiburg 2012

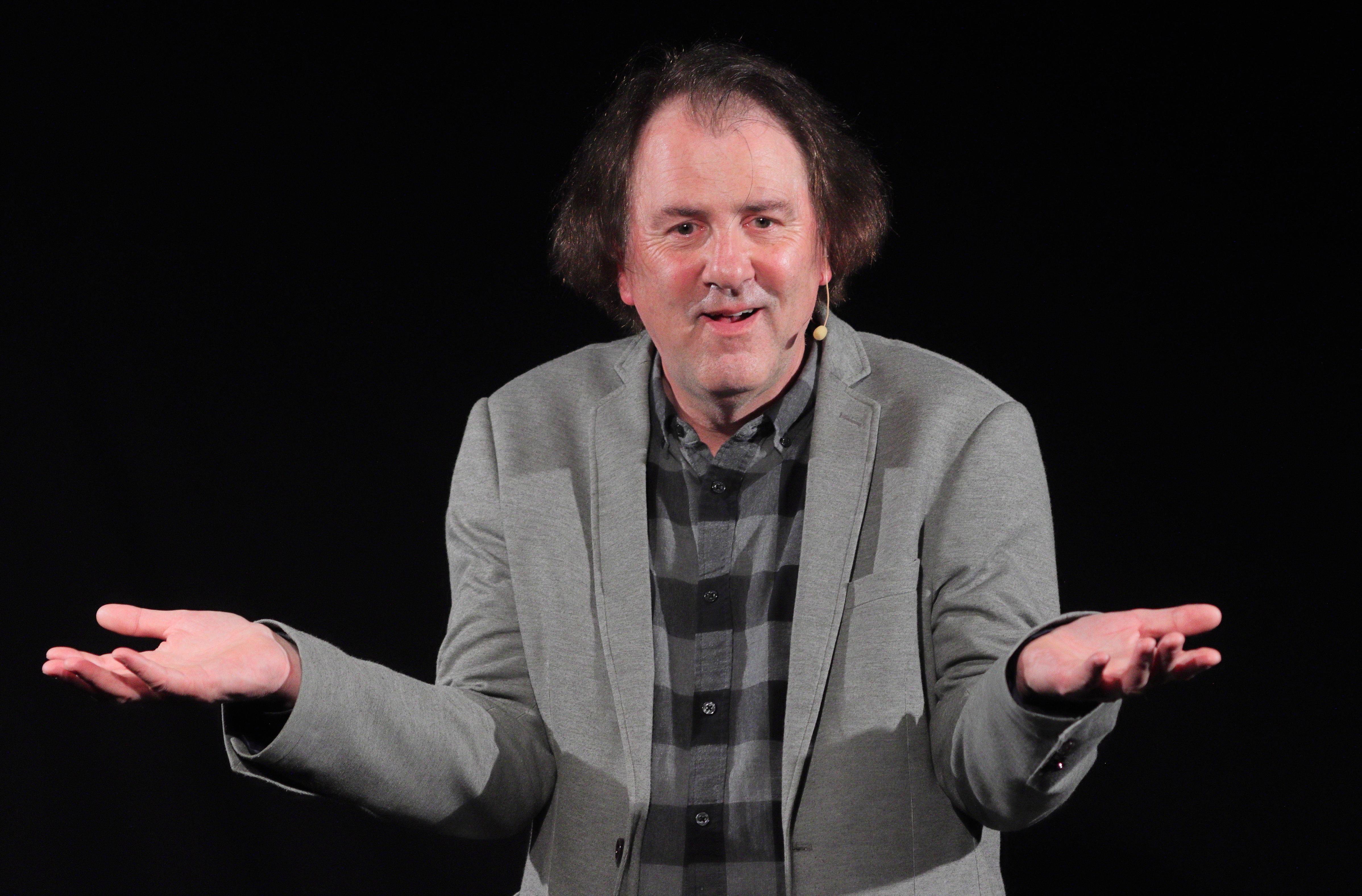
Bei einem Best-of-Programm in Steyr 2025

Stefan Waghubinger (* 1. Oktober 1966 in Steyr, Oberösterreich) ist ein österreichischer Kabarettist, Cartoonist und Kinderbuchautor, der in Deutschland lebt.

## Leben
Stefan Waghubinger studierte in Deutschland Theologie und lebt seit 1993 in Stuttgart. Seit 1999 veröffentlicht er regelmäßig mit Andrea Waghubinger Cartoons wie „A-men“, „Tim und Laura“, „Kleine Welt“ oder „Unsere besten Jahre“.
Ab 2009 trat er mit Ausschnitten aus seinem ersten Soloprogramm „Langsam werd’ ich ungemütlich“ im deutschsprachigen Raum auf, ab 2011 mit dem ganzen Programm. Seine Stücke, die zwischen Theater, Kabarett und Comedy angesiedelt sind, haben einen ernsthaften Hintergrund und sollen beim Zuschauer die Frage aufwerfen, „wie können wir noch leben?“ 2013 erschien dazu beim Verlag WortArt eine gleichnamige Hörspiel CD und ein gleichnamiges Buch, in dem er in humoristischer Weise die philosophischen Hintergründe seines Bühnenprogramms erklärt.
Ab 2014 spielte Waghubinger sein zweites Soloprogramm „Außergewöhnliche Belastungen“, ab 2017 sein drittes Soloprogramm mit dem Titel „Jetzt hätten die guten Tage kommen können“ und seit 2020 sein viertes Soloprogramm „Ich sag's jetzt nur zu Ihnen“. Ab 2017 trat er auch mit Uta Köbernick mit dem gemeinsamen Programm „Warum nicht?“ auf.
In der Laudatio der Jury des Stuttgarter Besens hieß es 2011: „Stefan Waghubinger jammert auf höchstem (Bildungs-) Niveau. Theologisch versiert zelebriert er seine schwarze Messe. Diese Comedy ist anbetungswürdig und zum Niederknien.“
Stefan Waghubinger ist Mitglied des Hochbegabtenvereins Mensa in Deutschland (MinD). Er lebt in Korntal-Münchingen in Baden-Württemberg und ist Vater von vier erwachsenen Kindern.

## Auszeichnungen
- 2010: Jurypreis und Publikumspreis: Bonner „Paukenschlag“
- 2010: Gewinner des „Trierer Comedy Slam“, Jahresfinale (Masterslam)
- 2011: Stuttgarter Besen in Gold
- 2011: Kleinkunstpreis Baden-Württemberg (Förderpreis)
- 2011: Gewinner NDR Comedy Contest, Frühjahrsshow
- 2011: Hamburger Comedy Pokal (Zweiter Preis)
- 2011: Publikumspreis Klagenfurter „Herkules“
- 2011: Gewinner des 1. Stuttgarter Comedy Clash[3]
- 2012: Das Schwarze Schaf des Fördervereins Niederrheinischer Kabarettpreis e. V.[4]
- 2012: Tuttlinger Krähe (Zweiter Preis)
- 2014: 3. Preis beim Gaukler- und Kleinkunstfestival in Koblenz
- 2014: Freistädter Frischling (Jury und Publikumspreis)
- 2019: Freiburger Leiter (Darstellende Kunst)
- 2019: Hessischer Kabarettpreis (Jurypreis)
- 2020: St. Ingberter Pfanne (Jurypreis)
- 2020: Musenkuss mit Sternchen (von den Musenblättern für „Jetzt hätten die guten Tage kommen können“)
- 2021: Kleinkunstpreis Baden-Württemberg (Hauptpreis)
- 2021: Tuttlinger Krähe (Zweiter Preis)
- 2021: Paulaner Solo (Jurypreis und Publikumspreis)
- 2022: Reinheimer Satirelöwe (Gold und Publikumspreis)
- 2023: Wilhelmshavener Knurrhahn[5]
- 2023: Herborner Schlumpeweck (Jurypreis)